# Amt Berkenthin
Amt Berkenthin er et amt i det nordlige Tyskland, beliggende under Kreis Herzogtum Lauenburg. Kreis Herzogtum Lauenburg ligger i delstaten Slesvig-Holsten. Administrationen er beliggende i Berkenthin.

## Kommuner i amtet
1. Behlendorf
2. Berkenthin
3. Bliestorf
4. Düchelsdorf
5. Göldenitz
6. Kastorf
7. Klempau
8. Krummesse
9. Niendorf bei Berkenthin
10. Rondeshagen
11. Sierksrade

## Historie
I 1889 dannedes Amtsbezirk Berkenthin, af hvis kommuner amtet blev oprettet i 1948. I 1970 blev kommunerne Bliestorf og Kastorf fra det tidligere amt Siebenbäumen lagt ind under Berkenthin .